# Gosau
Gosau ist eine Gemeinde mit 1865 Einwohnern (Stand 1. Jänner 2025) in Oberösterreich im Bezirk Gmunden im Traunviertel, und liegt im Gosautal, einem langgestreckten Seitental des oberen Trauntals am Hallstätter See. Die Region befindet sich im Inneren Salzkammergut, am Rande des UNESCO-Weltkulturerbes Hallstatt-Dachstein-Salzkammergut.

## Lage und Landschaft
Gosau liegt weit gestreut am Gosaubach im Salzkammergut, in einem durch den Gosauzwang überquerten Seitental des Trauntals, mit Mündung in den Hallstättersee. Das Gosautal, das vollständig von der Gemeinde eingenommen wird, verläuft in einer Talschlucht ostwärts, wendet sich dann südostwärts und weitet sich zu einer Talmulde, dem Gosauer Becken, die den Hauptsiedlungraum bildet. Vom Ort Gosau aus führt über die hintere Talenge Gosauschmied eine Straße hinauf zum Vorderen Gosausee, wo sich eine schöne Sicht auf den Dachstein bietet. Von dort läuft das Tal über die Gosaulacke und den Hinteren Gosausee in südwestlicher Richtung genau auf den Hauptstock des Dachsteinmassiv zu.
Die Talregion bildet eine Subregion der Oberösterreichischen Raumeinheit Salzkammergut-Talungen, die Bergräume gehören zu den Salzkammergut-Voralpen. Den Nordrand des Tals bilden Hochkalmberg–Rußberg der Osterhorngruppe, den Südraum die Plassengruppe und Schwarzkogelgruppe als Vorberge des Dachsteingebirges. Die, landschaftlich dominierende Grenze im Westen bildet der Gosaukamm (Donnerkogel 2055 m, Großwand 2415 m), vorgelagert die Zwieselalm, an dessen Nordausläufer (Hornspitze) der Pass Gschütt als Übergang in das Salzburgische Lammertal den einfachsten Zugang zur Talung darstellt. Das Gosautal ist heute durch die B 166 erschlossen, die von Gosauzwang am Hallstättersee über Gosau – Paß Gschütt – Rußbach – Abtenau – Annaberg zur Tauernautobahn bei Niedernfritz in den Ennspongau verläuft.
Die Ausdehnung beträgt von Nord nach Süd 13,1 km, von West nach Ost 17,4 km. 58,9 % der Fläche sind bewaldet. Der Hauptort Gosau liegt auf 767 m Höhe.
Die südlichen Teile des Gemeindegebietes sind im zentralen Dachsteingebiet seit 1963 und erweitert seit 1995 als Naturschutzgebiet, inklusive der Gosauseen seit 1998 als Natura 2000 Schutzzone und seit 2001 als Europaschutzgebiet ausgewiesen.
Die Gemeinde liegt im Gerichtsbezirk Bad Ischl.

### Gemeindegliederung
Die Gemeinde besteht aus einer Katastralgemeinde (08675), und (taleinwärts) aus den Weilern Klaushof, Bärnau, Jagerbauer, Vordertal ⊙, Grafner, Ramsau, Ortschaft Gosau, Auer, Kirchschlag, Steinermühle, Mittertal ⊙, Ötscheranger, Kranabet, Hintertal ⊙ mit Gosauschmied.

### Nachbargemeinden
| Rußbach am Paß Gschütt Sbg.        | Bad Goisern am Hallstättersee               |           |
| Abtenau Sbg. Annaberg-Lungötz Sbg. | Kompassrose, die auf Nachbargemeinden zeigt | Hallstatt |
| Filzmoos Sbg.                      | Ramsau am Dachstein Stmk.                   |           |

### Klima
Das Klima im Gosautal ist kalt und gemäßigt mit deutlichen Niederschlägen das ganze Jahr über. Dies in Kombination mit der durch die Beckenlage oftmals vorhandenen Inversionswetterlage sorgt für den Ruf des Ortes als „Schneeloch“. Schneehöhen von über einem Meter werden regelmäßig erreicht, Neuschneemengen von bis zu knapp 10 Metern sind möglich. Gleichzeitig ist das Tal aber fast immer nebelfrei, weil durch die seitlich erhöhte Lage gegenüber dem Trauntal dieser von dort nicht eindringen kann.
|                        | Jan  | Feb  | Mär  | Apr  | Mai  | Jun  | Jul  | Aug  | Sep  | Okt  | Nov  | Dez  |   |      |
| Mittl. Temperatur (°C) | −3,6 | −1,9 | 2,2  | 6,4  | 11,3 | 14,6 | 16,2 | 15,6 | 12,4 | 7,3  | 1,9  | −2,1 | ⌀ | 6,7  |
| Mittl. Tagesmax. (°C)  | 0,4  | 2,7  | 7,5  | 12,1 | 17,2 | 20,5 | 22,3 | 21,5 | 18,1 | 12,4 | 5,4  | 1,2  | ⌀ | 11,8 |
| Mittl. Tagesmin. (°C)  | −7,5 | −6,5 | −3,0 | 0,8  | 5,4  | 8,7  | 10,2 | 9,8  | 6,7  | 2,3  | −1,6 | −5,4 | ⌀ | 1,7  |
|                        |      |      |      |      |      |      |      |      |      |      |      |      |   |      |
| Niederschlag (mm)      | 92   | 85   | 91   | 107  | 126  | 176  | 179  | 159  | 111  | 93   | 100  | 110  | Σ | 1429 |
|                        |      |      |      |      |      |      |      |      |      |      |      |      |   |      |
| Sonnenstunden (h/d)    | 2    | 3    | 5    | 5    | 6    | 5    | 6    | 6    | 6    | 5    | 3    | 2    | ⌀ | 4,5  |
|                        |      |      |      |      |      |      |      |      |      |      |      |      |   |      |
| Regentage (d)          | 16   | 14   | 13   | 16   | 17   | 18   | 18   | 17   | 14   | 13   | 14   | 14   | Σ | 184  |

| −7,5 |

| −6,5 |

| −3,0 |

| 0,8 |

| 5,4 |

| 8,7 |

| 10,2 |

| 9,8 |

| 6,7 |

| 2,3 |

| −1,6 |

| −5,4 |

| −7,5 |

| −6,5 |

| −3,0 |

| 0,8 |

| 5,4 |

| 8,7 |

| 10,2 |

| 9,8 |

| 6,7 |

| 2,3 |

| −1,6 |

| −5,4 |

Die Eigenart des Gosauer Klimas im Nordstau des Dachsteins sorgt dafür, dass auf dem Gemeindegebiet an den Nordwestabstürzen des Dachsteins 4 Gletscher (Großer und Kleiner Gosaugletscher, Schneelochgletscher und Nördlicher Torsteingletscher) liegen, von denen trotz großer Massenverluste in den letzten Jahrzehnten der Große Gosaugletscher noch immer bis auf eine Seehöhe von rund 2400 m herabreicht.

## Geschichte
Das Tal um Gosau wurde im 13. Jahrhundert von Mönchen aus dem Stift St. Peter in Salzburg besiedelt. Die erste urkundliche Nennung Gosaus erfolgte im Jahr 1231. Die meisten Bewohner lebten von Waldwirtschaft und lieferten das Holz nach Hallstatt für die Salzgewinnung. Viele Landwirte betrieben eine Alm. Diese Almen sind heute noch größtenteils erhalten.
1295 wurde eine in Gosau durch Albrecht I. von Habsburg errichtete Saline durch Truppen des Erzbischofs Konrad IV. von Fohnsdorf zerstört. Dies war der Höhepunkt des Gosauer Salzkriegs von 1293 bis 1297 zwischen dem Fürstentum Österreich ob der Enns und dem Erzbistum Salzburg.
Seit spätestens 1441 wird Gosau dem Fürstentum Österreich ob der Enns, damals bereits habsburgisch, zugerechnet. Der genaue Zeitpunkt der Übertragung vom Erzbistum Salzburg an die Habsburger lässt sich nicht eruieren, der Holzbedarf der Saline Hallstatt dürfte jedoch das Interesse am Gosautal als der „Mutter der Wälder“ stark gefördert haben.
Seit 1507 besteht die katholische Pfarrkirche Gosau, die dem heiligen Sebastian geweiht ist und als Mutterpfarre Hallstatt hat. Schon wesentlich früher dürfte am „Kirchschlag“ eine hölzerne St. Jakobs Kapelle existiert haben, die der Mutterpfarre Abtenau zugerechnet wird.
Im Februar 1602 wurde am Pass Gschütt von Truppen des Fürsterzbischofs von Salzburg Wolf Dietrich von Raitenau eine Rebellion der evangelischen Gosauer im Rahmen des Salzkammergutaufstandes beendet.
1781 gründete sich eine evangelische Toleranzgemeinde, die 1784 ein Bethaus errichtete. Bereits zuvor war Brigitta Wallner, die Witwe eines Holzknechts, als Schmugglerin verbotener Bibeln und Andachtsbücher von Deutschland her tätig geworden. Sie war die erste Person, die sich nach dem Toleranzpatent von 1781 als evangelisch eintragen ließ, und ihr folgten über 1000 Personen.
Während der Napoleonischen Kriege war der Ort mehrfach besetzt.
Nach Erlass des Protestantenpatents wurde von 1860 bis 1869 die heutige Evangelische Pfarrkirche Gosau errichtet, die gestalterisch durch ihre Holzverkleidungen auffällt. Bei einer Volkszählung von 1981 wurden in der Gemeinde Gosau als demographische Besonderheit 1.540 Evangelische und 287 Katholiken gezählt. Die derzeitige evangelische Pfarrerin ist seit September 2014 Esther Eder.
Das Gebäude des Hotels Koller wurde 1880 als Sommerresidenz der österreichisch-ungarischen Industriellenfamilie Faber erbaut. Moritz Faber war Direktor der Liesinger Brauerei, er galt in dieser Zeit, als es noch keine elektrisch betriebenen Kühlschränke gab, auch als der größte Eisproduzent der Monarchie. Er und seine Familie stifteten eine Reihe von sozialen Einrichtungen für die Gemeinde Gosau. Nach dem Ersten Weltkrieg endete das Eis-Geschäft und die Familie konnte das große Landgut, zu dem auch ein Jagdgebiet gehörte, nicht mehr halten. Der folgende Besitzer, Herr Gredinger, musste 1938 emigrieren, der Besitz wurde enteignet, nach dem Zweiten Weltkrieg als Deutsches Eigentum neuerlich beschlagnahmt, dann restituiert und 1949 neuerlich versteigert. Die Tochter des neuen Besitzers hatte den Zimmerer Gottfried Koller geheiratet, gemeinsam renovierten sie das jahrelang leer gestandene und desolate Gebäude. 1961 wurde das Haus als Hotel eröffnet und 1990 umgebaut.
1913 wurde das von der Stern & Hafferl Verkehrsgesellschaft betriebene Kraftwerk Gosau fertiggestellt, Teil eines 1907 angegangenen großen Speicherkraftwerksprojektes mit geplanten 5 Kraftwerken von Hinteren Gosausee bis zum Hallstätter See. Dadurch wurde der Wasserstand des Vorderen Gosausees auf die aktuelle Marke angehoben und das heutige landschaftliche Bild des Gosausees mit Dachstein entstand.
Seit 1918 gehört der Ort zum Bundesland Oberösterreich. Nach dem Anschluss Österreichs an das Deutsche Reich am 13. März 1938 gehörte der Ort zum Gau Oberdonau. Nach 1945 erfolgte die Wiederherstellung Oberösterreichs.

### Bevölkerung
Gosau gehört zu den wenigen evangelischen Gemeinden in Österreich. Ca. 71 % der Einwohner sind evangelisch A.B.
Durch die Abgeschiedenheit des Tales hat sich der Protestantismus hier über die Zeit der Gegenreformation erhalten in Form des Kryptoprotestantismus.  Die Wichtigkeit der heimischen Arbeitskraft und des sozialen Friedens für die Salzgewinnung in der Region waren ausschlaggebend, dass sich glaubensbedingte Repressalien der Obrigkeit vergleichsweise in Grenzen hielten. Erst durch das Toleranzpatent Josefs II. von 1781 wurde den Protestanten rund um den Dachstein ihre Religionsausübung wieder zumindest teilweise in der Öffentlichkeit ermöglicht. Das Protestantenpatent Franz Josefs von 1861 stellte sie mit den Katholiken weitgehend gleich.

### Einwohnerentwicklung
| Jahr      | 1869  | 1880  | 1890  | 1900  | 1910  | 1923  | 1934  | 1951  | 1961  | 1971  | 1981  | 1991  | 2001  | 2011  | 2021  |
| Einwohner | 1.164 | 1.158 | 1.192 | 1.328 | 1.451 | 1.492 | 1.669 | 1.773 | 1.767 | 1.806 | 1.851 | 1.942 | 1.944 | 1.782 | 1.822 |

Die kurzfristig sinkende Bevölkerungsentwicklung seit der Jahrtausendwende war vor allem auf Geburtenrückgänge bei gleichzeitig ausgeglichener Wanderungsbilanz zurückzuführen, die Aufwärtsentwicklung im Tourismus mildert diesen Trend ab den 2020er Jahren durch zuziehende Arbeitskräfte ab.

## Wirtschaft und Infrastruktur
Früher lebten die Einwohner vorwiegend von der Forstwirtschaft und vom Salzbergbau im Nachbarort Hallstatt. Auch die Weidewirtschaft zur Selbstversorgung und der Schleifsteinabbau spielten in früheren Jahrhunderten eine Rolle. Heute spielt der Tourismus in der Region die Hauptrolle.
Örtlicher Leitbetrieb ist die Dachstein Tourismus AG als Betreiber des oberösterreichischen Teils der Skiregion Dachstein-West und der Wander- und Skiregion Dachstein Krippenstein. Neben wenigen kleinen Gewerbetreibenden (z. B. Tischlerei Laserer) sind es vor allem die Tourismusbetriebe (z. B. Hotel Dachsteinkönig), die das Wirtschaftsleben in Gosau prägen.

## Tourismus und Fremdenverkehr

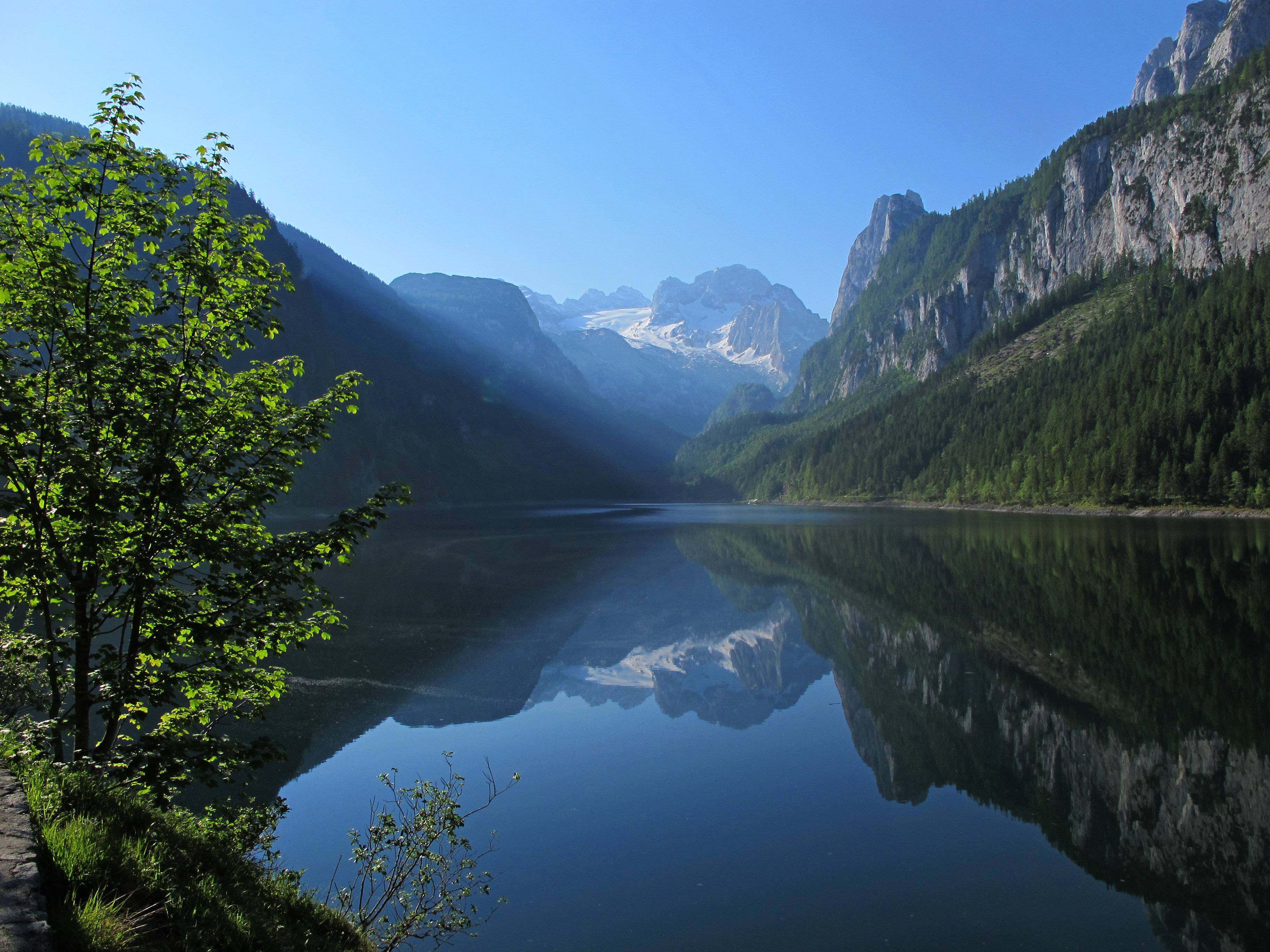
Gosausee mit Dachstein

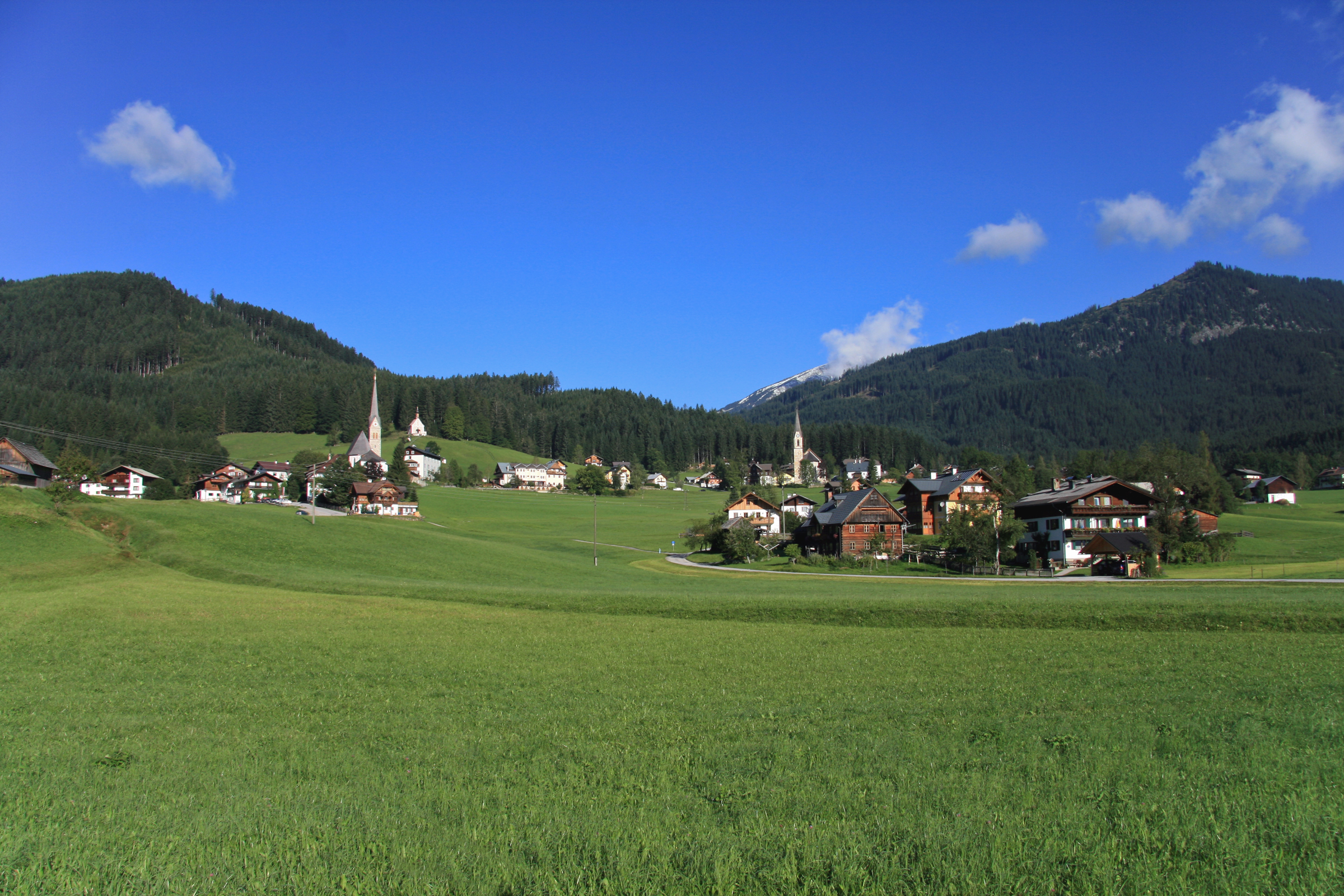
Das Kirchenviertel Gosau mit den charakteristischen zwei Kirchen und der Kalvarienbergkapelle

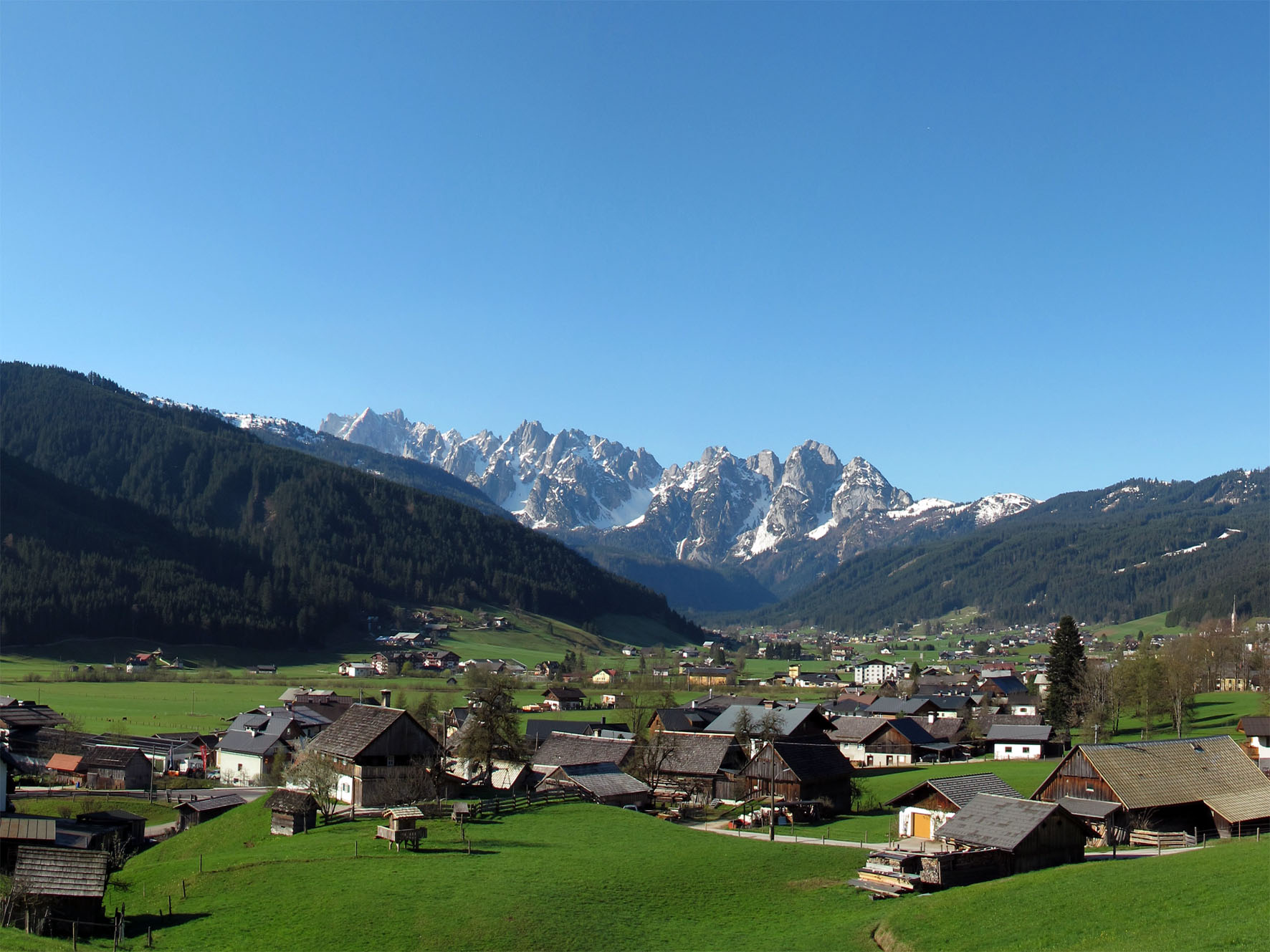
Übersicht über das Gosautal mit Gosaukamm

Die Tourismusgemeinde Gosau gehört zur Ferienregion Dachstein Salzkammergut (früher unter dem Namen Inneres Salzkammergut) am Fuße des Dachsteins (2996 m ü. A.). Der Blick vom Vorderen Gosausee auf den östlichsten Gletscher der Alpen ist weithin bekannt.

### Touristische Entwicklung
Mit der regelmäßigen Anwesenheit des kaiserlichen Hofes im Salzkammergut begann ab 1850 auch der Tourismus in der Region. Immer mehr Bergtouristen und Sommerfrischler entdeckten das Gosautal und den Dachstein als Urlaubsziel. Die Nähe zur Kaiserstadt Bad Ischl brachte für Gosau viele Ausflügler im Sommer. Als Tagesausflug wurde zum Gasthaus beim Gosauschmied gefahren um einen „Schwarzreiter“ (schmackhafter, mittlerweile aber ausgestorbener Speisefisch aus dem Gosausee) zu essen oder sich von Sesselträgern auf die Zwieselalm tragen zu lassen.
Der Bergtourismus gewann im ersten Drittel des 20. Jahrhunderts massiv an Bedeutung. Vorreiter wie Friedrich Simony lenkten die Aufmerksamkeit der vornehmlich städtischen Bergbewegung der alpinen Vereine auf den Dachstein. Der aufwändige Bau der Adamekhütte der Wiener Sektion Austria des Österreichischen Alpenvereins 1907 am Weg von Gosau zum Dachstein ist Ausdruck der damaligen Aufbruchsstimmung. Der beginnende Skitourismus erfasste Gosau in den 1920er Jahren, zeitweise waren so viele Tourengeher unterwegs, dass Hütten auf der Zwieselalm und auch die Adamekhütte den Winter über offen hielten. Nicht zuletzt waren es die Kletterer, die Gosau und die leichte Zugänglichkeit zum Dachstein und zu den Kalkspitzen des Gosaukamms entdeckten. Der berühmteste in den Anfangsjahren war Paul Preuß, der nach vielen Erstbegehungen im Gosaukamm 1913 am Mandlkogel tödlich abstürzte.
Der Bau der Skilifte in Gosau ab Anfang der 1970er Jahre und die Ostöffnung Anfang der 1990er Jahre brachten jeweils deutliche Zuwächse an Nächtigungen.

### Aktueller Tourismus
Die Nächtigungsstatistik weist in Gosau eine recht gleichmäßige Aufteilung zwischen Sommer- und Wintertourismus aus. Etwa 120 Tourismusbetriebe erzielen aktuell mit ca. 2.500 Betten rund 400.000 Nächtigungen jährlich und damit ungefähr die Hälfte des Volumens der Ferienregion Dachstein Salzkammergut (2019).
Der Wintertourismus profitiert von der durch die Nordstaulage am Dachstein traditionell guten Schneelage und baut hauptsächlich auf den alpinen Skilauf in der Skiregion Dachstein-West auf. Neben klassischen Mehrtagesgästen zieht die Skiregion auch Tagestouristen vor allem aus dem Oberösterreichischen Zentralraum an. Das Loipennetz im nahezu ebenen Talboden ist wegen der Höhenlage und des Temperaturprofils vom Frühwinter bis weit in den Frühling gespurt. In Gosau sind 160 Pistenkilometer, 21 Liftanlagen, 55 km Langlaufloipe (30 km klassisch, 25 km skating) der größten Oberösterreichischen Skiregion Dachstein West direkt zugänglich. Schneeschuhgeher, Winterwanderer, Rodler und Tourengeher profitieren außerdem von der fast völligen Nebelfreiheit im Tal. Die Möglichkeiten speziell für Tourengeher sind in Gosau mit Anfängertouren in Talnähe bis zu hochalpinen Unternehmungen im Gosaukamm und am Dachstein sehr vielfältig.
Der Sommertourismus ist geprägt von der alpinen Umgebung des Ortes. Drei bewirtschaftete alpine Schutzhütten (Adamekhütte am Fuß des Dachsteingletschers, Gablonzerhütte auf der Zwieselalm und Goisererhütte am Hohen Kalmberg) stehen für Wander, Berg- und Klettertouren auch als Mehrtagestouren zur Verfügung, rund 10 bewirtschaftete Almen sind im Sommer geöffnet. Das Gosauer Wanderwegenetz erstreckt sich über etwa 300 Kilometer (unter anderem verläuft der Nordalpenweg durch Gosau), unzählige alpine Kletterrouten in allen Schwierigkeitsgraden, zwei Klettergärten im Tal und rund ein halbes Dutzend Klettersteige zwischen Gosauschmied und Dachsteingipfel sind nutzbar. Die Gosaukammbahn dient als Zubringer vom Gosausee ins Wandergebiet Zwieselalm. Mountainbiker profitieren von einem Netz von über 1.000 km freigegebenen Mountainbikerouten in der gesamten Region Dachstein Salzkammergut, an das Gosau mehrfach angebunden ist.
Nicht nur der Sport lockt viele Gäste ins Gosautal, sondern auch das traditionsreiche Handwerk, Kultur und Brauchtum. Hervorzuheben ist hier der für touristische Zwecke reaktivierte Abbau von Naturschleifsteinen in den Steinbrüchen unterhalb des Löckermoos auf der Ostseite des Tals.

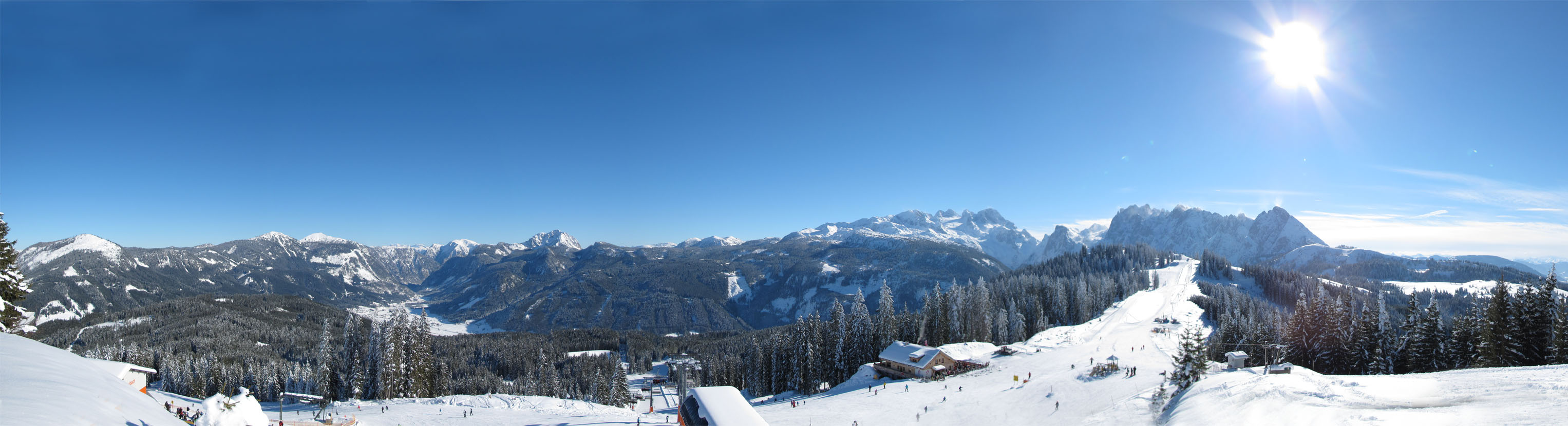
Blick vom Hornspitz ins Skigebiet Dachstein West

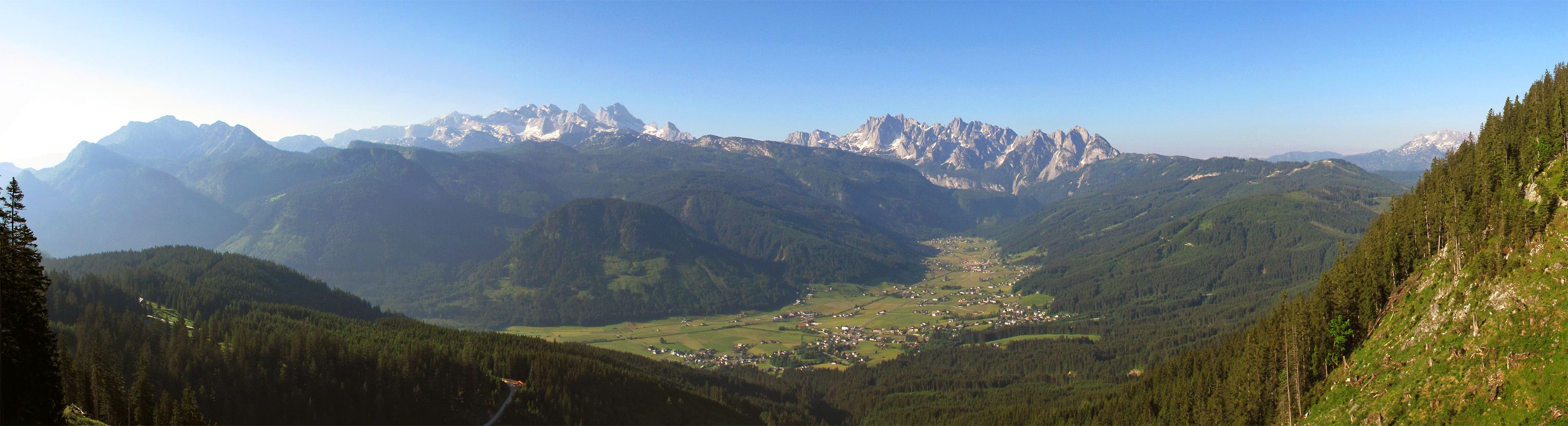
Panoramabild von Gosau mit Plassen, Dachstein und Gosaukamm

## Kultur und Sehenswürdigkeiten

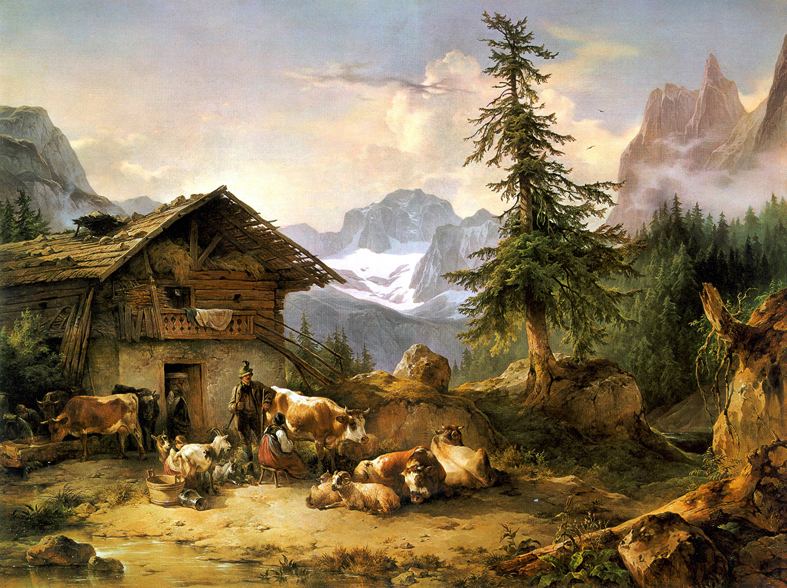
Die Gosau-Alm mit dem Dachstein, 1846. Abbildung der Niederen Holzmeisteralm an der Gosaulacke in Österreich, Friedrich Gauermann.

Bereits im 19. Jahrhundert erlangte Gosau einen gewissen Ruf als Idyll durch Bilder berühmter Maler wie z. B. Adalbert Stifter, Ferdinand Georg Waldmüller (er prägte den Begriff der „Österreichischen Schweiz“ für das Salzkammergut) und Friedrich Gauermann. Von letzterem ist das Bild „Die Gosau-Alm mit dem Dachstein“ in der Österreichischen Nationalbibliothek ausgestellt.
Die klischeehafte Berglandschaft bot mehrfach den Rahmen für Filmprojekte: 1952 Wetterleuchten am Dachstein, 1957 Almenrausch und Edelweiß mit Theo Lingen, 2008 Krupp – eine deutsche Familie, 2009 SOKO Donau u. a.
1997 wurden Teile von Gosau im Rahmen der Historischen Kulturlandschaft Hallstatt-Dachstein/Salzkammergut zum UNESCO Weltnatur- und Weltkulturerbe erhoben.
2008 war Gosau mit den Schleifsteinbrüchen und dem Hochmoor Löckermoos Ausstellungsort der Oberösterreichischen Landesausstellung mit dem Leitort Gmunden. 2015 gewann das Löckermoos die OÖ Ausscheidung der ORF-Show „9 Plätze, 9 Schätze“.
2010/11 verfilmte der österreichische Regisseur und Drehbuchautor Julian Roman Pölsler in Gosau den Roman Die Wand von Marlen Haushofer mit Martina Gedeck in der Hauptrolle. Der gleichnamige Film hatte seine Premiere 2012 auf der Berlinale. 2016 verfilmte Pölsler in Gosau den Haushofer-Roman Wir töten Stella, ebenfalls mit Martina Gedeck in der Hauptrolle. Drehort war wieder beim Jagdhaus und der Vorderen Holzmeisteralm.
- Gosauseen
- Dachstein
- Hochmoor Löckermoos mit historischen Schleifsteinbrüchen
- Katholische Pfarrkirche Gosau
- Evangelische Pfarrkirche Gosau
- Freilichtmuseum Paarhof „Schmiedbauern“, direkt neben dem Familien-Erlebnispark „Urzeitwald“
- Kalvarienberg mit Kalvarienbergkapelle
- ehemals Schloss Gosau

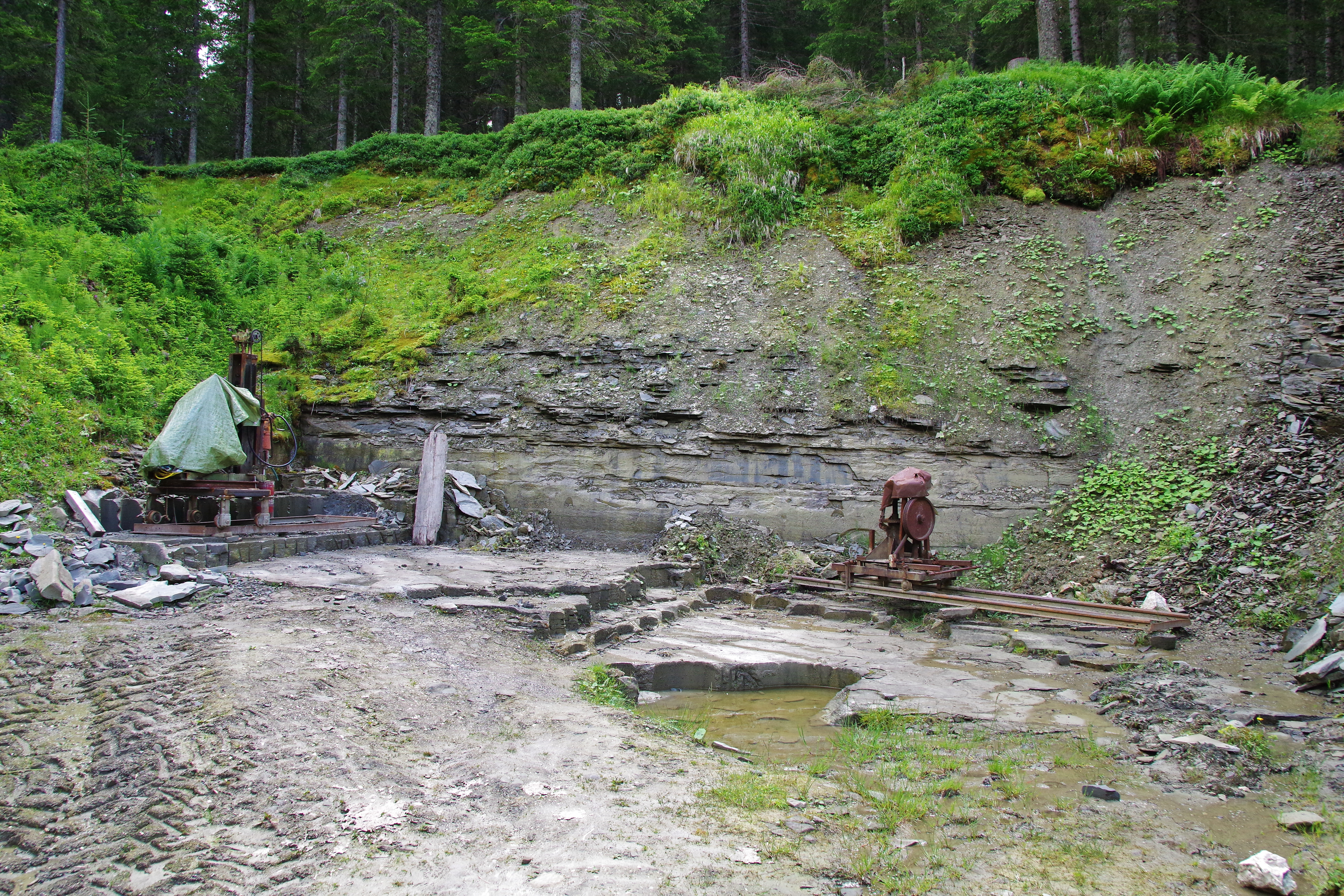
Gosauer Schleifsteinbrüche, Abbaustelle Daxler
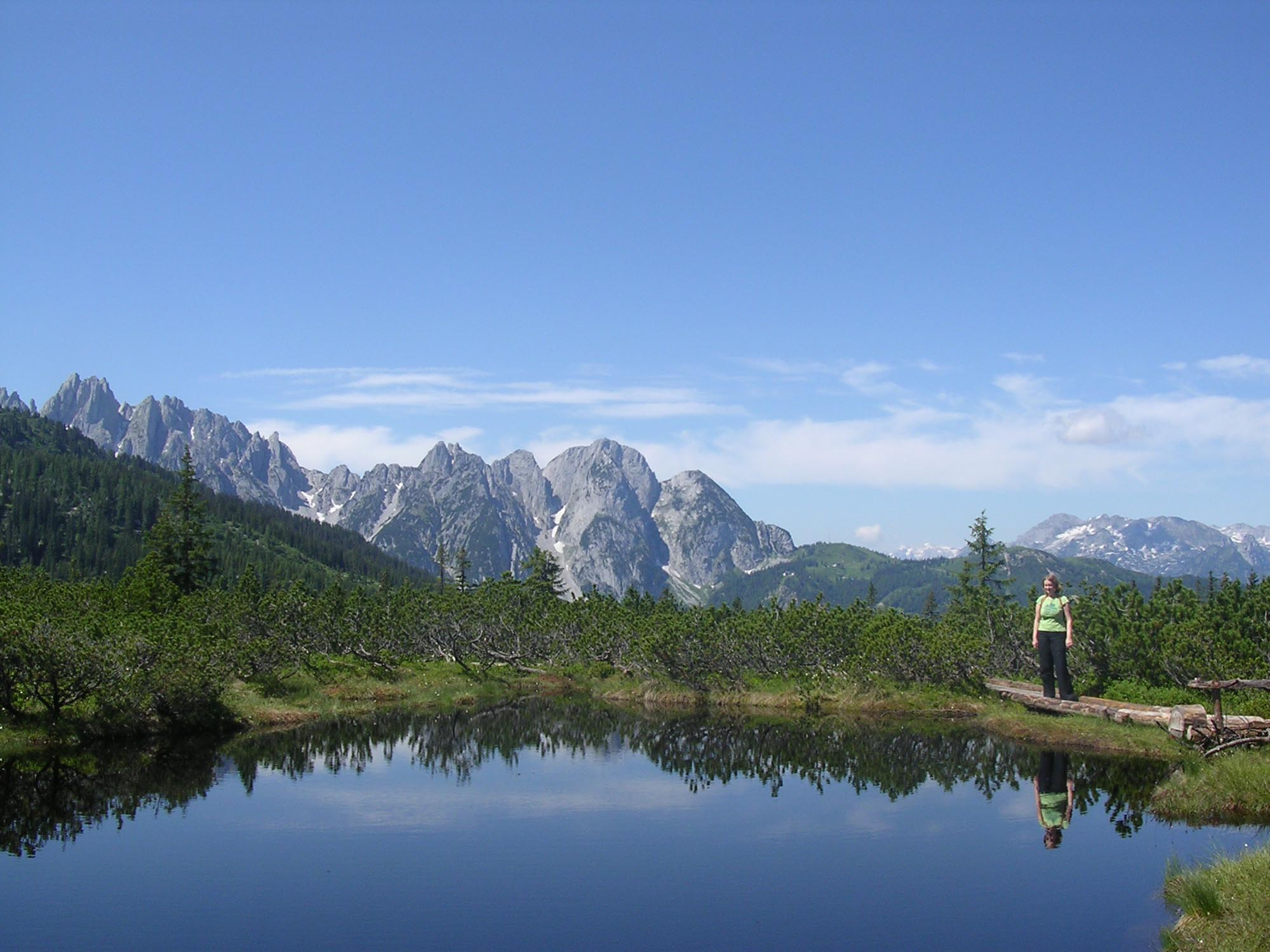
Löckermoos Gosau Gosaukamm
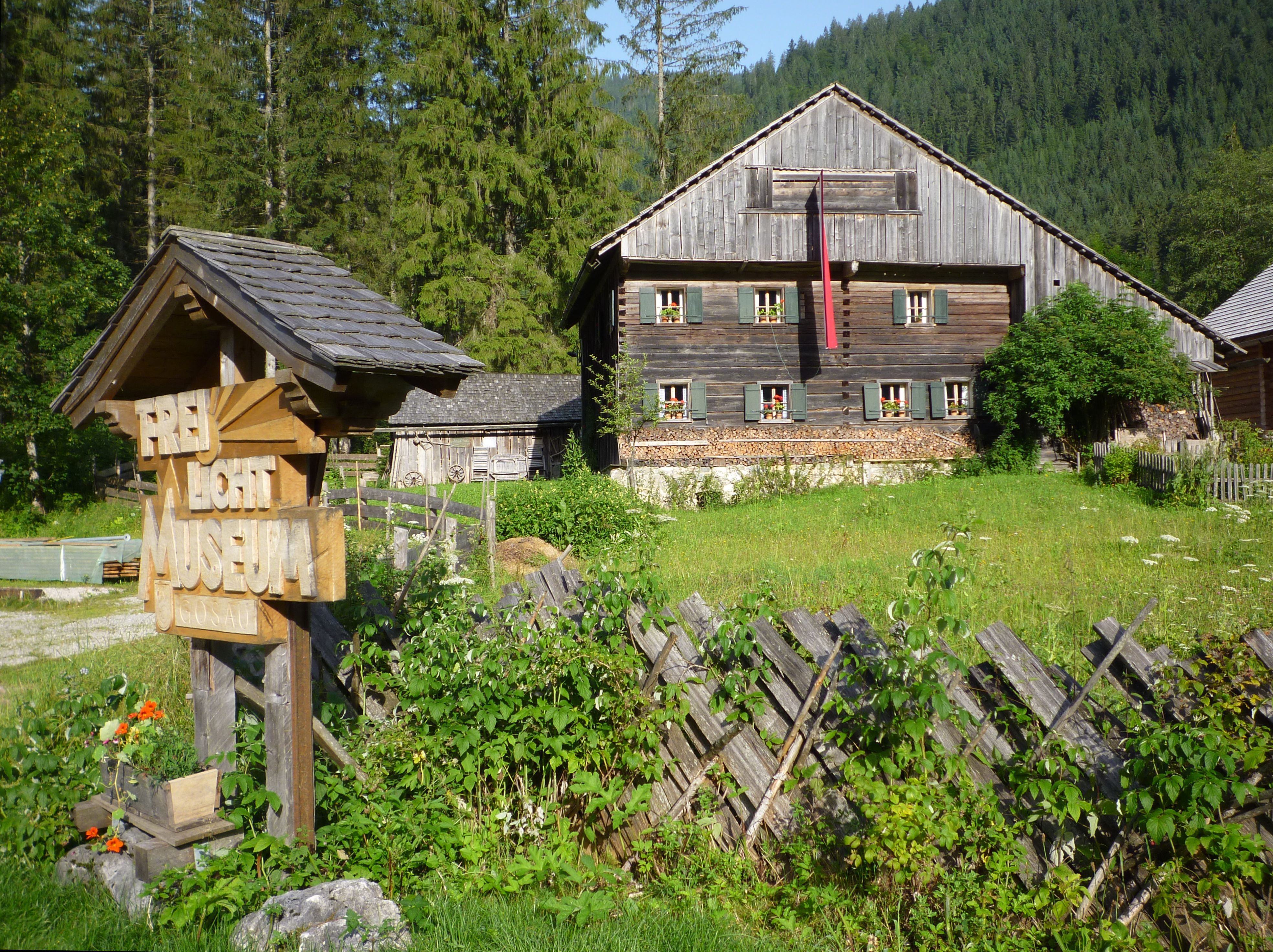
Freilichtmuseum Paarhof „Schmiedbauern“ in Gosau-Hintertal
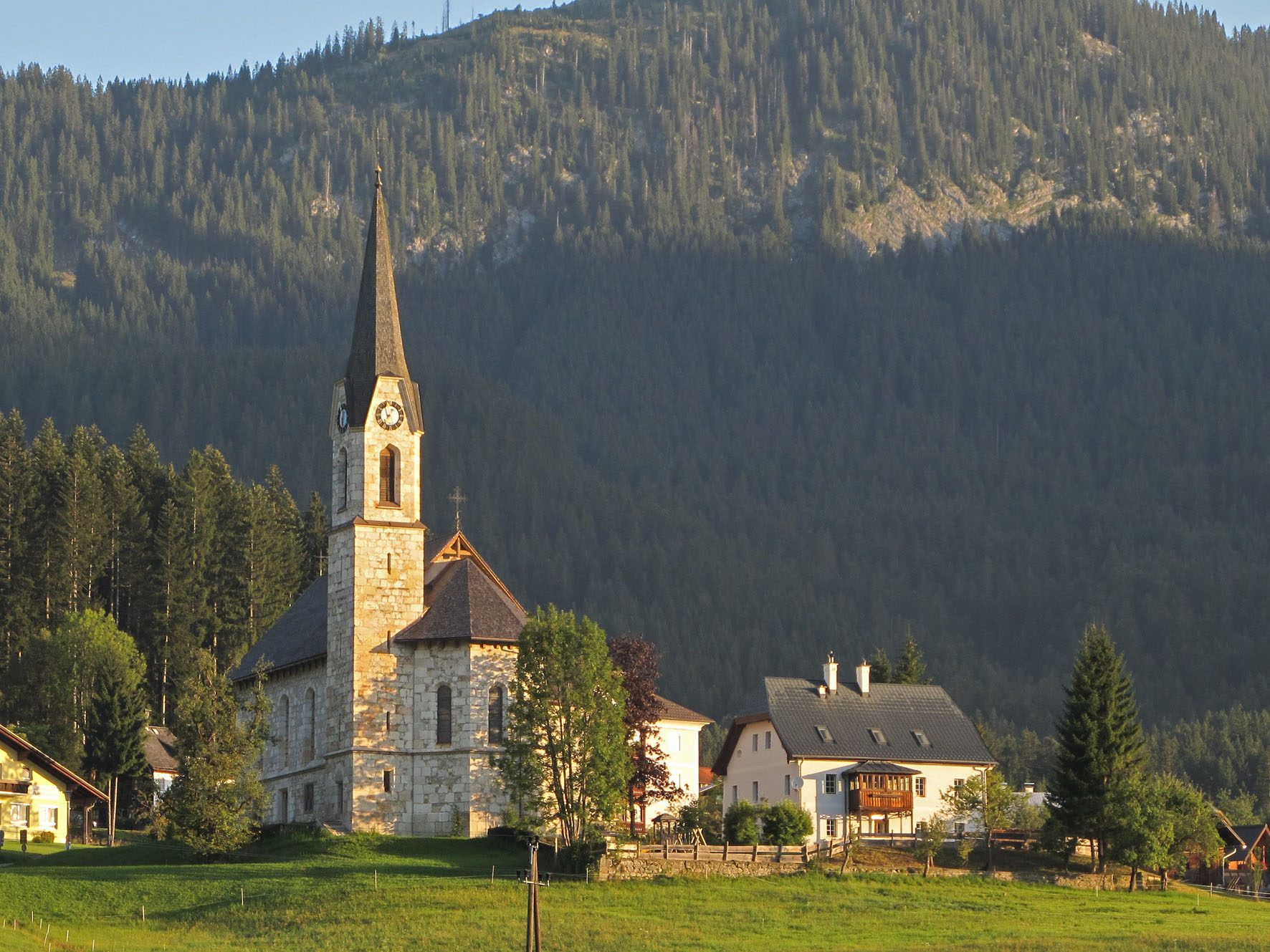
Evangelische Kirche Gosau mit Pfarrhaus
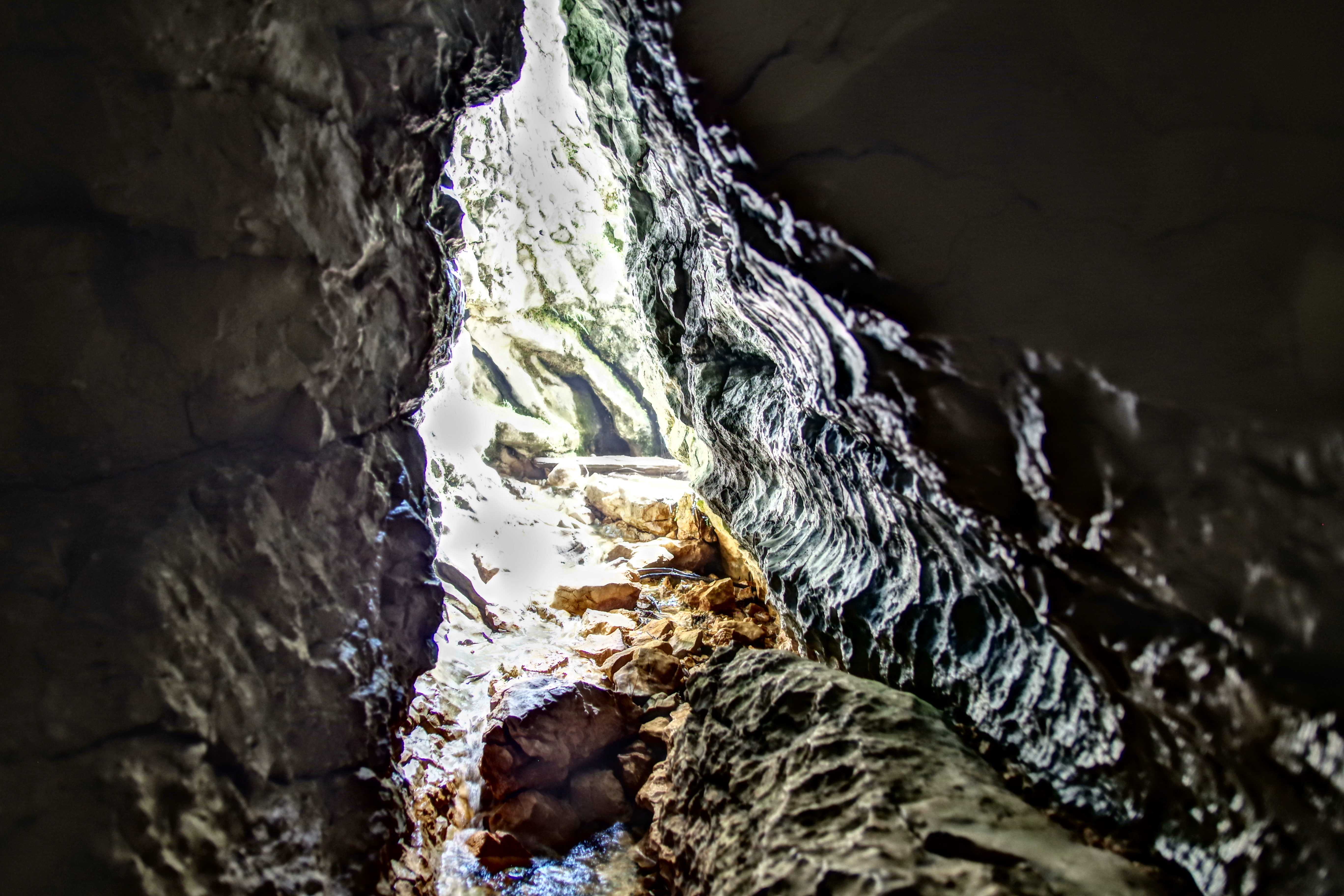
Höhle Wildfrauenloch auf der Grubenalm

## Politik

### Gemeinderat
Der Gemeinderat hat 19 Mitglieder.
- Mit den Gemeinderats- und Bürgermeisterwahlen in Oberösterreich 2003 hatte der Gemeinderat folgende Verteilung: 15 SPÖ, 6 ÖVP und 4 FPÖ. (25 Mandate)
- Mit den Gemeinderats- und Bürgermeisterwahlen in Oberösterreich 2009 hatte der Gemeinderat folgende Verteilung: 15 SPÖ, 8 ÖVP und 2 FPÖ. (25 Mandate)
- Mit den Gemeinderats- und Bürgermeisterwahlen in Oberösterreich 2015 hatte der Gemeinderat folgende Verteilung: 10 ÖVP, 5 SPÖ und 4 FPÖ. (19 Mandate)
- Mit den Gemeinderats- und Bürgermeisterwahlen in Oberösterreich 2021 hat der Gemeinderat folgende Verteilung: 7 ÖVP, 6 SPÖ, 3 FPÖ, 2 BLG und 1 GRÜNE.[13][14]

### Bürgermeister
- 2002–2015 Gerhard Gamsjäger (SPÖ)
- 2015–2021 Friedrich Posch (SPÖ)
- seit 2021 Markus Schmaranzer (ÖVP)

### Wappen
Blasonierung:
In Blau drei silberne Spitzen, deren mittlere bis zum Schildrand reicht, darin ein roter Ammonit.
Die silbernen Spitzen stehen für die den Ort prägenden Berge, insbesondere das Dachsteinmassiv und den Gosaukamm. Der Ammonit bezieht sich auf die Versteinerungen aus den Gosauschichten, der Ablagerungen des Gosaumeeres, für die der Ort namensgebend ist.
Die Gemeindefarben sind Rot-Weiß-Blau.

## Persönlichkeiten

### Söhne und Töchter der Gemeinde
- Gerhard Egger (* 1949), Komponist und Autor
- Therese Eisenmann (* 1953), Malerin und Grafikerin
- Georg Hubmer (1755–1833), Schwemmunternehmer
- Paul Jaeg (* 1949), Künstler und Schriftsteller
- Walter Laserer (* 1961), Bergsteiger
- Gustav Pomberger (* 1949), Informatiker
- Karl Spielbüchler (1911–1992), Politiker und Forstarbeiter, Bürgermeister von Gosau
- Gottfried Wehrenfennig (1873–1950), österreichisch-sudetendeutscher Pfarrer und Bundesführer des Bundes der Deutschen

### Ehrenbürger der Gemeinde
- Josef Ackerl (* 1946), Politiker
- Jakob Hammerl (* 1936), katholischer Pfarrer, Gosau
- Hubert Königswieser, Gemeindearzt in Gosau
- Josef Pühringer (* 1949), Politiker, Landeshauptmann Oberösterreichs (1995–2017)
- Anna Ringer (* 1956)
- Gerhard Gamsjäger (* 1961)
- Norbert Ringer (* 1954), bis 2013 Gemeindearzt in Gosau
- Hans-Peter Schmaranzer (1944–2015), Bürgermeister von Gosau

### Personen mit Bezug zur Gemeinde
- Hans Eder (1890–1944), Bischof, Pfarrer in Gosau[16]
- Karl Spielbüchler (1939–2012), Verfassungsrichter, lebte in Gosau[17]
- Leopold Temmel (1913–2000), Theologe, Pfarrer in Gosau